# Сан Хозе (Аризона)
Сан Хозе (енгл. San Jose) насељено је место без административног статуса у америчкој савезној држави Аризона.

## Демографија
По попису из 2010. године број становника је 506.
| Група             | 2000.    | 2010.       |
| Белци             | 0 (0,0%) | 174 (34,4%) |
| Афроамериканци    | 0 (0,0%) | 0 (0,0%)    |
| Азијати           | 0 (0,0%) | 0 (0,0%)    |
| Хиспаноамериканци | 0 (0,0%) | 331 (65,4%) |
| Укупно            | 0        | 506         |